# Trachypteryx acanthotecta
Trachypteryx acanthotecta är en fjärilsart som beskrevs av Hans Rebel 1926. Trachypteryx acanthotecta ingår i släktet Trachypteryx och familjen mott. Inga underarter finns listade i Catalogue of Life.